# باكسي
باكسي (لاو:ປາກເຊ) هي مدينة تقع في جنوب لاوس وتعتبر عاصمة محافظة تشامباساك وأكبر مدنها وتاريخيا كانت عاصمة مملكة تشامباساك

## التاريخ
يرجع تاريخ تأسيس المدينة من خلال الفرنسين كموقع إداري في عام 1905 وكانت تاريخيا عاصمة مملكة تشامباساك ومكان أقامة الملك، يخدم المدينة مطار باكسي الدولي الذي يربطها بالدول المجاورة.

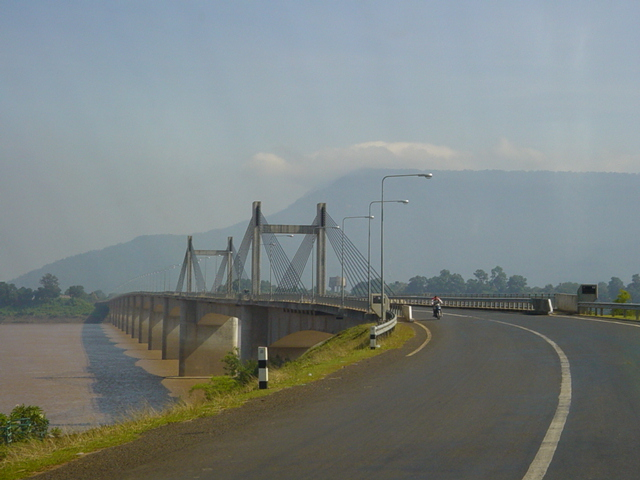
جسر عابر لنهر ميكونع في باكسي

## المناخ
يظهر الجدول التالي التغييرات المناخية على مدار السنة لباكسي:
| البيانات المناخية لـباكسي                      | البيانات المناخية لـباكسي | البيانات المناخية لـباكسي | البيانات المناخية لـباكسي | البيانات المناخية لـباكسي | البيانات المناخية لـباكسي | البيانات المناخية لـباكسي | البيانات المناخية لـباكسي | البيانات المناخية لـباكسي | البيانات المناخية لـباكسي | البيانات المناخية لـباكسي | البيانات المناخية لـباكسي | البيانات المناخية لـباكسي | البيانات المناخية لـباكسي |
| الشهر                                          | يناير                     | فبراير                    | مارس                      | أبريل                     | مايو                      | يونيو                     | يوليو                     | أغسطس                     | سبتمبر                    | أكتوبر                    | نوفمبر                    | ديسمبر                    | المعدل السنوي             |
| ---------------------------------------------- | ------------------------- | ------------------------- | ------------------------- | ------------------------- | ------------------------- | ------------------------- | ------------------------- | ------------------------- | ------------------------- | ------------------------- | ------------------------- | ------------------------- | ------------------------- |
| الدرجة القصوى °م (°ف)                          | 36.7 (98.1)               | 37.8 (100.0)              | 37.8 (100.0)              | 39.4 (102.9)              | 38.3 (100.9)              | 35.0 (95.0)               | 33.9 (93.0)               | 34.4 (93.9)               | 34.4 (93.9)               | 35.0 (95.0)               | 34.4 (93.9)               | 35.0 (95.0)               | 39.4 (102.9)              |
| متوسط درجة الحرارة الكبرى °م (°ف)              | 31.0 (87.8)               | 32.7 (90.9)               | 34.4 (93.9)               | 34.8 (94.6)               | 32.9 (91.2)               | 31.0 (87.8)               | 30.4 (86.7)               | 30.1 (86.2)               | 30.3 (86.5)               | 30.8 (87.4)               | 30.5 (86.9)               | 30.2 (86.4)               | 31.6 (88.9)               |
| المتوسط اليومي °م (°ف)                         | 23.2 (73.8)               | 27.0 (80.6)               | 29.7 (85.5)               | 29.3 (84.7)               | 28.1 (82.6)               | 26.7 (80.1)               | 26.7 (80.1)               | 26.5 (79.7)               | 27.3 (81.1)               | 26.3 (79.3)               | 25.5 (77.9)               | 22.4 (72.3)               | 26.6 (79.9)               |
| متوسط درجة الحرارة الصغرى °م (°ف)              | 16.3 (61.3)               | 21.4 (70.5)               | 24.5 (76.1)               | 24.9 (76.8)               | 24.9 (76.8)               | 23.9 (75.0)               | 24.1 (75.4)               | 24.3 (75.7)               | 23.7 (74.7)               | 22.9 (73.2)               | 22.4 (72.3)               | 19.7 (67.5)               | 22.8 (73.0)               |
| أدنى درجة حرارة °م (°ف)                        | 8.3 (46.9)                | 13.3 (55.9)               | 12.8 (55.0)               | 20.0 (68.0)               | 21.7 (71.1)               | 21.7 (71.1)               | 21.7 (71.1)               | 21.7 (71.1)               | 20.0 (68.0)               | 16.7 (62.1)               | 13.9 (57.0)               | 8.9 (48.0)                | 8.3 (46.9)                |
| الهطول مم (إنش)                                | 2.0 (0.08)                | 7.9 (0.31)                | 19.8 (0.78)               | 75.7 (2.98)               | 223.1 (8.78)              | 420.0 (16.54)             | 383.2 (15.09)             | 523.9 (20.63)             | 297.5 (11.71)             | 99.6 (3.92)               | 19.3 (0.76)               | 2.8 (0.11)                | 2٬074٫8 (81.69)           |
| متوسط الأيام الممطرة                           | 0                         | 1                         | 2                         | 7                         | 15                        | 21                        | 22                        | 25                        | 13                        | 12                        | 10                        | 0                         | 128                       |
| متوسط الرطوبة النسبية (%)                      | 62                        | 60                        | 59                        | 65                        | 75                        | 82                        | 83                        | 85                        | 84                        | 79                        | 72                        | 67                        | 72.8                      |
| ساعات سطوع الشمس الشهرية                       | 278.0                     | 247.3                     | 285.6                     | 221.5                     | 218.3                     | 136.2                     | 145.2                     | 125.5                     | 160.6                     | 193.6                     | 225.5                     | 258.9                     | 2٬496٫2                   |
| المصدر #1: NOAA (1961–1990)                    |                           |                           |                           |                           |                           |                           |                           |                           |                           |                           |                           |                           |                           |
| المصدر #2: الأرصاد الجوية الألمانية (extremes) |                           |                           |                           |                           |                           |                           |                           |                           |                           |                           |                           |                           |                           |